# 阿多尼
阿多尼是印度安得拉邦的一座城市。